# کاتسومی ناکامورا
کاتسومی ناکامورا (انگلیسی: Katsumi Nakamura؛ زادهٔ ۲۱ فوریهٔ ۱۹۹۴) ورزشکار ورزش شنا اهل ژاپن است.
وی در مسابقات کشوری و بین‌المللی در مجموع برندهٔ ۱ مدال طلا، ۵ مدال نقره و ۲ مدال برنز شده‌است.